# Tepakiphasma
Tepakiphasma is een geslacht van Phasmatodea uit de familie Phasmatidae. De wetenschappelijke naam van dit geslacht is voor het eerst geldig gepubliceerd in 2010 door Buckley & Bradler.

## Soorten
Het geslacht Tepakiphasma is monotypisch en omvat slechts de volgende soort:
- Tepakiphasma ngatikuri Buckley & Bradler, 2010